# Laura de los Ríos Giner
Pour les articles homonymes, voir Rios et Giner.
Laura de los Ríos Giner, née à Grenade le 21 mai 1913 et morte à Madrid le 14 décembre 1981, est une universitaire espagnole exilée sous le franquisme.

## Biographie
Les parents de Laura sont l'homme politique Fernando de los Ríos et l'universitaire Gloria Giner de los Ríos García. Ils viennent alors de s'installer en Andalousie lorsque naît leur fille.
Elle est la petite-fille de la peintre et écrivaine féministe Laura García Hoppe et du député Hermenegildo Giner de los Ríos.

### Enfance
Laura grandit entourée du cercle d'amis de ses parents, dont font partie Berta Wilhelmi et son époux Eduardo Domínguez, Manuel de Falla - avec qui Laura apprend le piano-, Zenobia Camprubí et Juan Ramón Jiménez et la famille de García Lorca.
L'aristocratie et la bourgeoisie conservatrice de Grenade rejette sa famille, en raison des idées politiques progressistes et laïques de ses parents.
Petite, Laura jouait avec les enfants de la gardienne et avec sa grande amie, Isabel García Lorca. En souvenir de cette époque, Federico García Lorca leur consacre le poème Dos lunas de la tarde publié dans Canciones en 1927 :  La première partie est dédiée « À Laurita, l'amie de ma sœur » ; la deuxième partie est consacrée à « Isabelita, ma sœur ».
En 1933, elle participe à la célèbre croisière universitaire en Méditerranée, partie du port de Barcelone, avec de nombreux universitaires de l'université centrale de Madrid.

### Exil

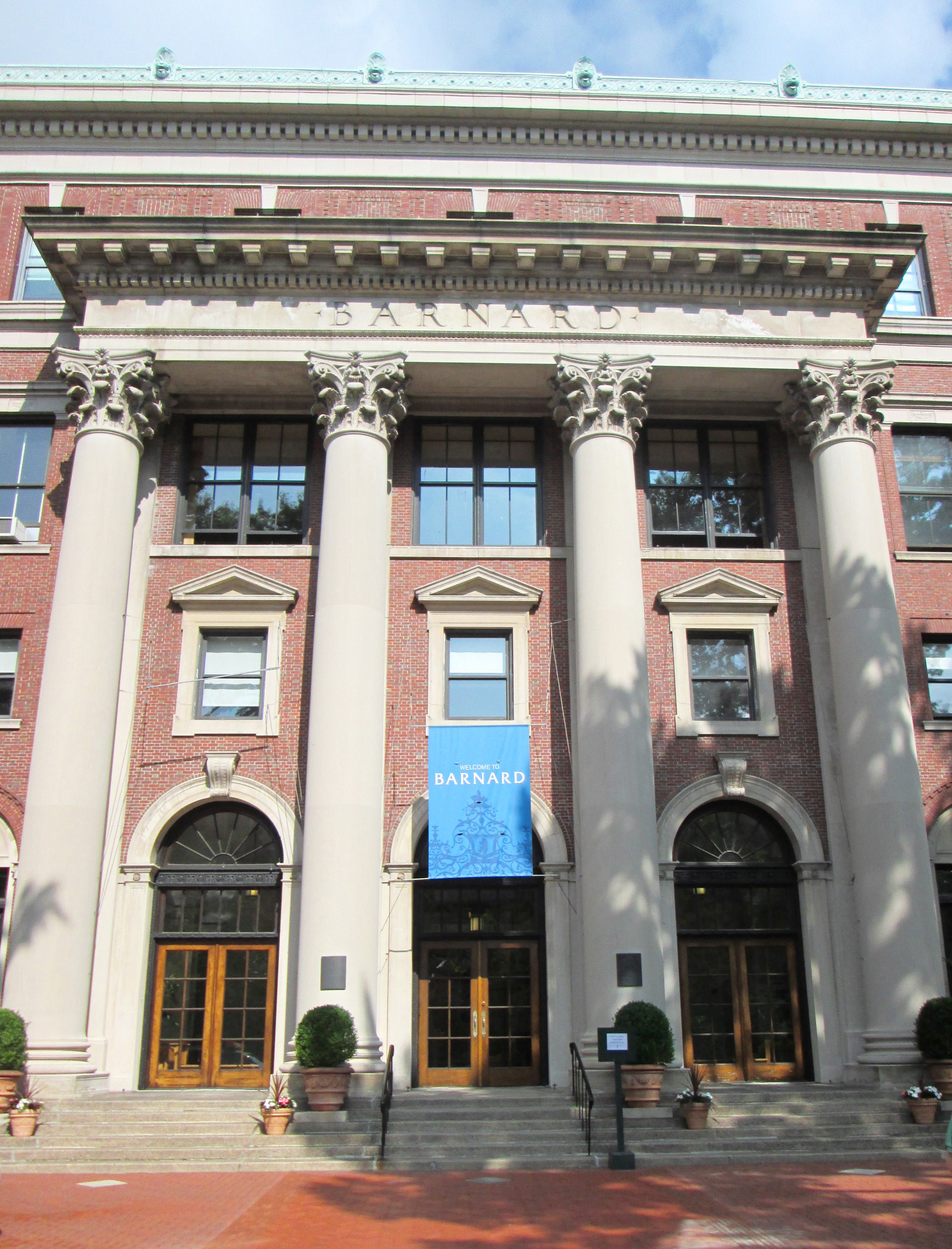
Laura a étudié et enseigné au Barnard College.

En 1936, le père de Laura devient ambassadeur d'Espagne à Paris. Dans le contexte du début de la guerre d'Espagne, la famille part à Paris avec Isabel García Lorca, avant de rejoindre Washington.
Aux États-Unis, Laura intègre les universités américaines et l'élite intellectuelle.

### Carrière universitaire
À New York, son doctorat se porte sur les contes de Clarín (Leopoldo Alas). Sa thèse est publiée par la Revista de Occidente.
Elle devient professeure de littérature espagnole au Barnard College de l'Université de Columbia de New York et au Middelbury College, où elle développe, comme d'autres femmes de l'exil républicain pendant la dictature franquiste, un travail universitaire considérable. Avec sa mère, Gloria Giner de los Ríos García, elle publie des œuvres contemporaines, telles les Cumbres de la civilización española. En 1942, elle se marie avec Francisco García Lorca, le petit frère du poète Federico. Elle dirige avec lui l'école d'été du Middlebury College, où elle met en pratique les préconisations de l'Institution libre d'enseignement.

## Retour en Espagne
En 1965, elle rentre en Espagne avec son mari, ses trois filles et sa mère. Elle adhère à Madrid à l'Association des Femmes Universitaires. Après le décès de son époux en 1976, elle travaille sur son œuvre, jusqu'alors inédite. Elle meurt le 14 décembre 1981, à Madrid.